# MAZ–537
A MAZ–537 szovjet, 8×8-as hajtásképletű, nehéz katonai nyergesvontató, melyet a Minszki Autógyár (MAZ) fejlesztett ki az 1950-es évek végén. Nehéz terhek – harckocsik, ballisztikus rakéták – vontatására szolgáló jármű. A civil életben is használták, főleg az olaj- és gáziparban. Több, speciális felszerelésekkel ellátott változata készült.

## Története
A Minszki Autógyár Speciális Tervezőirodája (később OGK–2) fejlesztette ki Borisz Saposnyik főkonstruktőr irányításával.  Az 1958-tól gyártott, de csak korlátozott vontatási képességekkel rendelkező MAZ–535 tüzérségi vonatón alapul, ahhoz külsőre nagyon hasonló, de annál lényegesen nagyobb teljesítményű. A legfőbb változtatás a jóval erősebb motor beépítése volt, ehhez megerősítették az alvázat, növelték a tengelytávot és átdolgozták a fékrendszert.
1956-tól a MAZ–535-ös fejlesztésével párhuzamosan már eleve folyt egy nagyobb vonóképességű tüzérségi vontató, a MAZ–536-os fejlesztése. 1957-ben elkészült egy kísérleti példány, amelybe már az 525 LE-s D–12-es dízelmotort építették. 1958-ban sikeresen tesztelték. 1959-ben azonban a védelmi minisztérium új elvárásokat fogalmazott meg a vonóképességgel kapcsoltban. Ezért a MAZ–536-os fejlesztését beszüntették, illetve összevonták a MAZ–537-es projekttel. A járművek az amerikai Kenworth és a Detroit Arsenal közösen fejlesztett kísérleti 15 tonnás nehéz vontatójának, az XM194-nek az elrendezését és konstrukcióját követték.
Először az 1964-es moszkvai katonai díszszemlén mutatták be a nyilvánosság előtt. A MAZ–535 és a MAZ–537 kifejlesztéséért Borisz Saposnyik és tervezőcsoportja megkapta a Szovjetunió Állami Díját.
A járművet 1959–1965 között a Minszki Autógyár, majd 1963-tól a Kurgáni Autógyár (KZKT) gyártotta 1990-ig.
A járművet a Szovjet Hadseregben a nehéz lánctalpas páncélozott járművek szállítására használták, ezzel kímélték ezeknek a járműveknek az üzemidő tartalékát. A hadászati rakétacsapatoknál a ballisztikus rakéták szállítására használták a vontatót. A kezdeti időszakban az R–12-es rakéta szállítására alkalmazták, később az UR–100 rakétához is ezt használták.
A sorozatgyártás kezdetétől folyamatosan korszerűsítették. Az eredetileg használt gazdaságtalan és elavult motorját az 1980-as években az 500 LE-s JaMZ–240NM–1B típusúra cserélték. Az 1990-es évektől a MAZ–537-en alapuló, továbbfejlesztett KZKT–74281 vontató váltotta fel.
A harcjármű-szállító MAZ–537G változata a Magyar Néphadseregben is rendszeresítve volt.

## Jellemzői

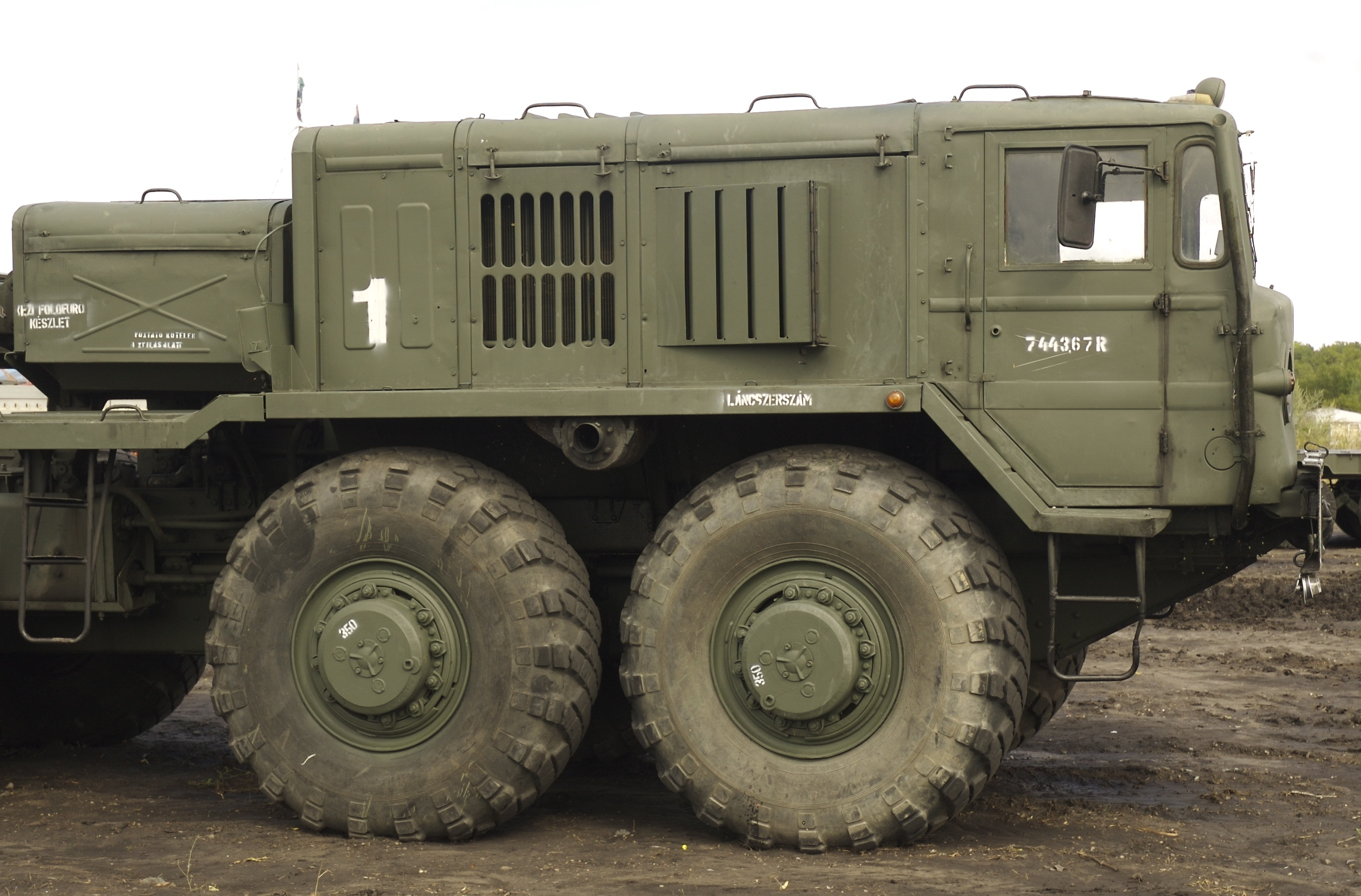
A MAZ–537G vezetőfülkéje. Középen a motor, balra a csörlő látható.

8×8-as hajtásképletű jármű. Alváza létraalváz, amelyhez minden kerék külön, független felfüggesztéssel kapcsolódik. A kerekek torziós rugózással rendelkező lengőkarokon helyezkednek el, az alsó lengőkarokhoz folyadéktöltésű lengéscsillapító csatlakozik. Minden kereket kardáncsuklós féltengely hajt. A hátsó kerekeket oldalanként hosszirányú, rugózatlan kiegyenlítő híd kapcsolja össze.
A vezetőfülke ötfős, a vezető, a segédvezető és három további személy befogadására alkalmas. A tetőn, a vezető oldalán kör alakú búvónyílás található. A vezetőfülkét motortól független fűtőberendezéssel látták el. A jármű motorját középen, a vezetőfülke mögött, hosszirányban építették be. A motorburkolat alatt oldalanként két-két hűtőradiátor található a hozzájuk tartozó ventilátorral.
A 38 880 cm³ hengerűrtartalmú, a V–2 harckocsimotoron alapuló D–12A–525A V12-es hengerelrendezésű, folyadékhűtésű, közvetlen üzemanyag-befecskendezésű, négyütemű, hengerenként négyszelepes dízelmotor 525 LE-t ad le 2100 1/min. fordulatszámon. Maximális nyomatéka az 1100–1400 fordulat/perc fordulatszám-tartományban 2,2 kNm. A hengerek furata 150 mm, a löket 180 mm. A motorblokk és a hengerfej is alumíniumöntvény. A motor atmoszférikus töltésű. Sűrített levegővel és elektromos indítómotorral indítható. A motor gyenge pontja az alacsony élettartam.
Motorfűtővel szerelték fel a hideg időben történő könnyebb indítás biztosítására. Hidrodinamikus nyomatékváltóval és háromfokozatú bolygókerekes sebességváltóval szerelték fel. Állandó összkerékhajtású a futóműve. Az első két tengely kerekei kormányozottak, a könnyebb kormányzást hidraulikus kormányszervó segíti. Kerekek központi nyomásszabályozással.
A jármű 60 km/h maximális sebesség elérésére képes.Terhelt trélerrel 20–40 km/h-s sebességgel képes mozogni. 100 km-en a fogyasztása 125 l. Üzemanyagtartályainak összes kapacitása 840 l-es. ezeket a motor mögött, annak burkolata alatt helyezték el. A két üzemanyagtartályon felül két-két töltőnyílás található.
Elektromos rendszere 24V-os. Négy darab 140 Ah-s, a harckocsikhoz is használt 6SZTEN–140M akkumulátorral szerelték fel. Generátora G731 típusú, az indítómotor SZ5–30 típusú.
A járműhöz többek között az 50 t teherbírású CSMZAP–9990 és CSMZAP–5247G félpótkocsikat (trélereket) használták.

## Típusváltozatok

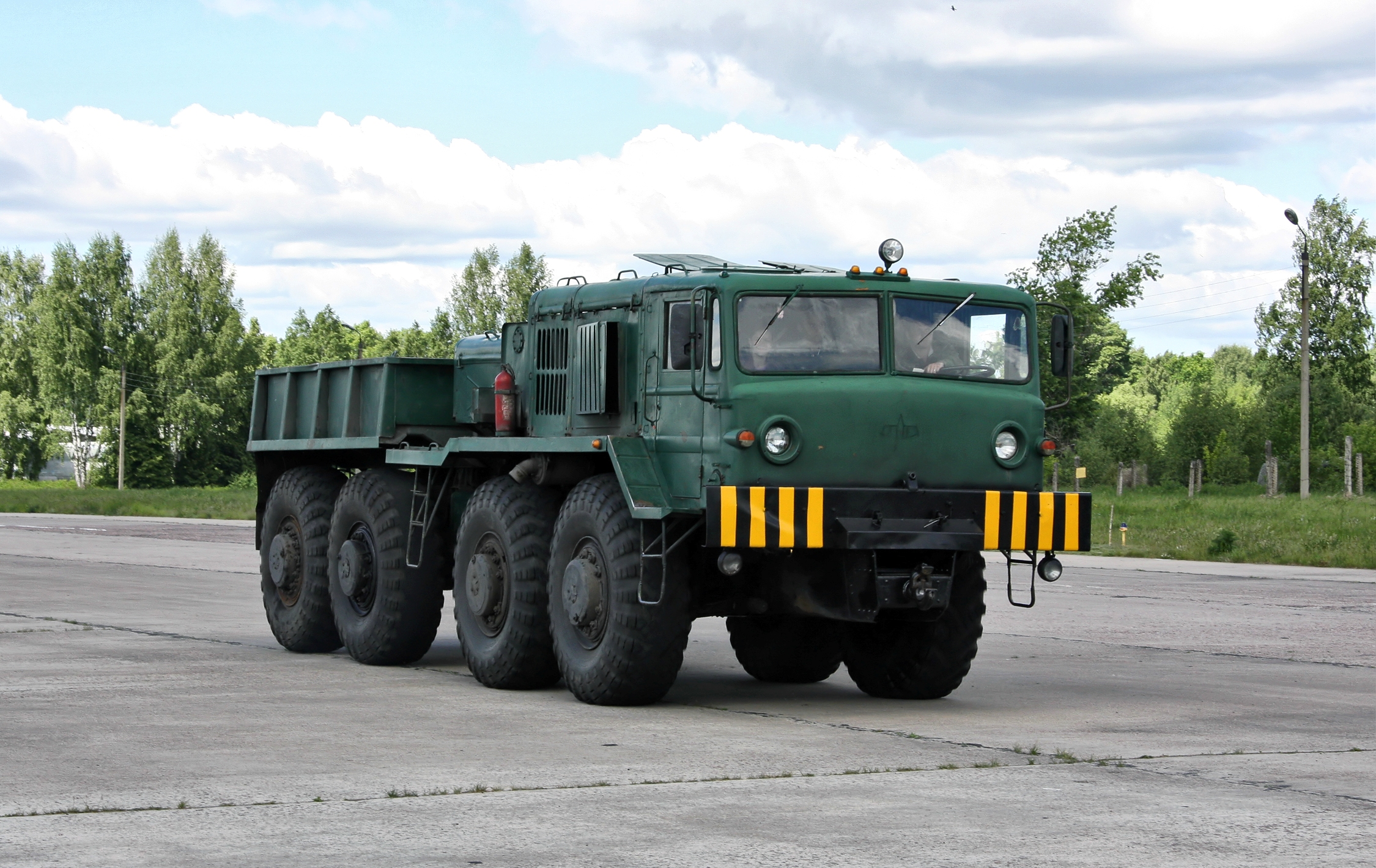
MAZ–537L repülőtéri vontató. A megfelelő vonóerő eléréséhez, a tapadás növelésére a platóra öntöttvas pótsúlyokat helyeztek.

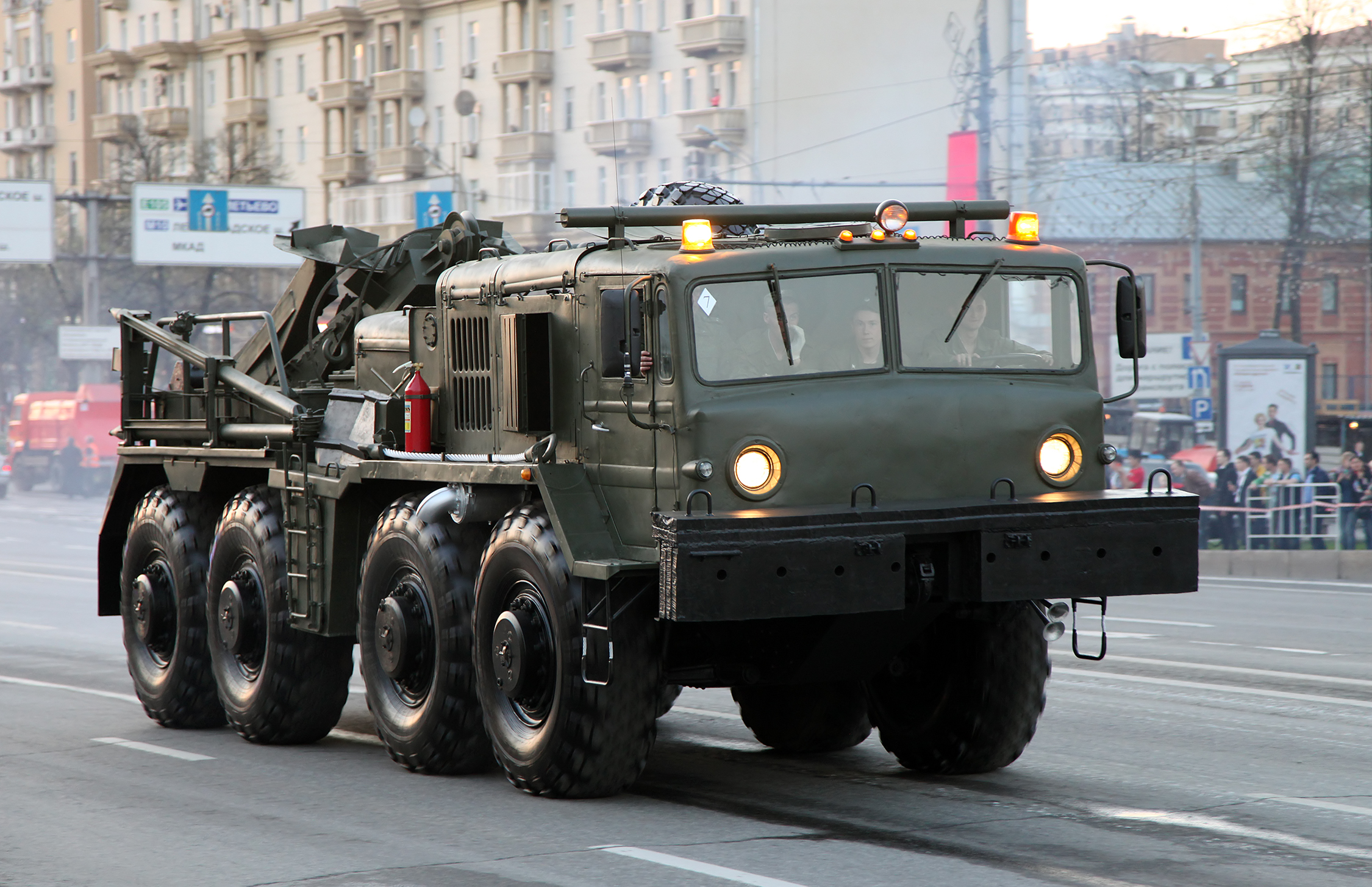
KET–T műszaki-mentő jármű

- MAZ–537G – Csörlővel felszerelt változat, melyet 1964-től gyártottak. A 100 m-es vontatókábelt tartalmazó, 15 t teherbírású csörlő alkalmas a teher felvontatására, leeresztésére, valamint képessé tette az elakadt járművet saját maga kivontatására. Ez a legnagyobb mennyiségben gyártott, legelterjedtebb változata. Nehéz járművek szállítására szolgál.
- MAZ–537D – Különféle rakétarendszerek (ballisztikus rakéták) vontatására szolgáló változat, melyet a speciális berendezések táplálására alkalmas külön generátorral láttak el. A járműbe egy 75 kW-os háromfázisú, váltakozó áramú, PSZ–93–4 vagy PSZ–93–4M típusú generátort szereltek, amely a jármű fő hajtóművéről egy kardántengelyen keresztül kapta a meghajtást. 1964-től gyártották.
- MAZ–537E
- MAZ–537A – Hegesztett fém platóval és csörlővel ellátott tüzérségi vontató változat. A platón 15 t nehezéket lehetett elhelyezni. Ekkor betonúton 75 t, földúton 30 tonna vontatására volt alkalmas. Csak kis mennyiségben gyártották 1964-től.
- MAZ–537B – A 9K72 Elbrusz (NATO-kódja: SS–1c Scud–B) hadműveleti-harcászati rakétarendszer hordozására szolgáló kísérleti változat. 1961-től tesztelték. A jármű nem vált be, az alváza nem volt elég erős a rakéta hordozásához. Az Elbrusz rakétarendszerhez új járművet fejlesztettek ki, a MAZ–543-ast, melyet 1962-től gyártottak.
- MAZ–537K – Darúskocsi.
- MAZ–537L (KZKT–537L) – Repülőtéri vontató, melyet 1976-tól gyártott a Kurgáni Autógyár (KZKT). A MAZ–537G változaton alapul. Az A változathoz hasonlóan fém platóval látták el, amelyre 16 tonnányi öntöttvas nehezékeket helyeztek a tapadás és így a vonóképesség növelésére. A jármű legfeljebb 200 tonna tömegű repülőgépek vontatására alkalmas, max. 20 km/h sebességgel.
- MAZ–537M
- MAZ–537V – A Tu–123 robotrepülőgép SZARD–1 szállító-indítóállványának vontatására szolgáló változat. Csak a vonószerkezet kialakításában és elhelyezkedésében tért el az alapváltozattól.
- MAZ– 537P –  A MAZ– 537A tüzérségi vontató modernizált változata. Elhagyták az egyébként is ritkán használt csörlőt. A plató ponyvafedelet és felhajtható fa üléseket kapott, ahol a vontatott tüzérségi eszköz személyzete foglalhatott helyet.
- MTP–4A – A MAZ–537G-n alapuló műszaki-mentő jármű.
- TZ–60 – Repülőtéri üzemanyagszállító és -töltő jármű. A CSMZAP–8685 tartályos félpótkocsit a mariupoli Azovmas vállalat gyártotta 1981-től. Az elliptikus keresztmetszetű, acélból készült önhordó tartály kapacitása 60 ezer liter. A pótkocsi a repülőgépek üzemanyag-feltöltéséhez egy fő- és egy segédszivattyúval, szűrővel és átfolyásmérővel rendelkezett. Egy töltőcsonkon keresztül 2000 l/perc a szállítási kapacitása. Ezt a tartályos pótkocsit a MAZ–7410-es vontatóval együtt is használták.[1]
- KET–T – Műszaki-mentő jármű.
- PV–481 – Csőszállító jármű, melyet az olaj- és gázvezetékek építésénél használnak.
- AISZT–10 – Kifutópálya-tisztító jármű.
- Pamir–630D – Négy járművön elhelyezett mobil atomerőmű terve. Nem valósult meg.

### Kapcsolódó fejlesztések
- MAZ–535
- MAZ–536

### Hasonló járművek
- ZIL–135
- JaG–12